# Хинтерхорнбах
Хинтерхорнбах (нем. Hinterhornbach) — коммуна в Австрии, в федеральной земле Тироль.
Входит в состав округа Ройтте.

## Политическая ситуация
Бургомистр коммуны — Вильфрид Лехлайтнер по результатам выборов 2004 года.